# Ygnacio Martínez
Ygnacio Nicanor Martínez (Ciudad de México, 1774-18 de junio de 1848) fue un político, soldado y ranchero mexicano-estadounidense, quien sirvió como cuarto alcalde de San Francisco (entonces conocido como Yerba Buena). Fue una figura importante en el desarrollo de Contra Costa y la ciudad de Martínez, California, lleva su nombre.

## Biografía
Nació en Ciudad de México, Nueva España (hoy México), y fue soldado en Alta California hacia 1822. En 1827, como teniente destinado en el Presidio de San Francisco, se reunió con el explorador estadounidense Jedediah Smith y ayudó a facilitar la continuación de los viajes de Smith hacia el norte, hacia el río Columbia.
Fue el cuarto alcalde de Yerba Buena (ahora San Francisco) en 1837. En 1842 se le concedió el Rancho El Pinole, que incluía el Valle de la Alhambra. Una parte del rancho luego pasó a formar parte de la ciudad de Martínez.

### Vida personal
Se casó con María Martina Arellanes en 1802 y la pareja tuvo once hijos: nueve hijas y dos hijos. Una de las hijas, María Antonia Martínez (1803-1887), se casó con William A. Richardson en 1825.
Falleció en junio de 1848, en el área que se convertiría en el condado de Contra Costa, y está enterrado en el cementerio de la Misión San José en Fremont, California.

## Legado
La ciudad de Martínez, California, que sirve como sede del condado de Contra Costa, recibió el nombre de Ygnacio Martínez por su yerno, William M. Smith, fundador de la ciudad.